# Vụ án Marte Dalelv
Vào năm 2013, Marte Deborah Dalelv, một người phụ nữ Na Uy sinh năm 1988, bị phạt tù 16 tháng tại Dubai, Các Tiểu Vương quốc Ả Rập Thống nhất (UAE) tội khai man, tình dục ngoài hôn nhân và tiêu thụ rượu bia. Vụ án này gây nhiều xáo động trên các trang mạng và cả những báo chí truyền thống, bởi vì người phụ nữ này bị buộc tội sau khi chị ta tường thuật với cảnh sát là mình đã bị hiếp dâm; Chị ta bị kết án với những buộc tội của nhà cầm quyền mà được xem là không có cơ sở. Dalelv được khoan hồng vào ngày 22 tháng 7, một vài ngày sau khi báo chí Na Uy tường thuật về tin này. 

Dalelv nói là một cuộc khám nghiệm về y khoa để tìm những chứng cớ cho vụ hiếp dâm và thử máu xem lượng rượu đã được thi hành như là một thủ tục tiêu chuẩn. Dalelv sau đó theo lời khuyên của người quản lý trong hãng và đã phản cung, nói với công tố viên là bà đã đồng ý làm tình; tại tòa án bà đã nói ngược lại với những luận điệu ban đầu và bị buộc tội khai man, khi những lý lẽ bị hiếp dâm bị công tố viên cho là không có chứng cớ. Thêm nữa, Dalelv bị buộc tội làm tình ngoài hôn nhân và uống rượu không giấy phép, những điều mà bị cấm tại xứ UAE. Thượng cấp của Dalelv bị xử 13 tháng vì làm tình ngoài hôn nhân và tội uống rượu.

Những nhà hoạt động nhân quyền và các chính trị gia chỉ trích mạnh mẽ cái lối hệ thống tư pháp Dubai xử sự trong vụ án này và sự thiếu sót những phản ứng của nhà cầm quyền Na Uy đối lại với cái mà họ cho là đã vi phạm nhân quyền đối với một công dân Na Uy. Sự cố xảy ra vào tháng 3 và chỉ được tường thuật bởi báo chí Na Uy vào ngày 
17 tháng 7 năm 2013. Dalelv đã chống án và sẽ được phỏng vấn theo dự định vào tháng 9 năm 2013.

Dalelv đã làm việc trang trí nội thuất tại Qatar từ năm 2011 cho tới khi xảy ra sự cố.

## Được khoan hồng
Dalelv và đại sứ Na Uy được có cơ hội nói chuyện với công tố viên vào ngày 22 tháng 7. Ở đó cô ta được cho biết là đã được khoan hồng và được phép rời khỏi Dubai. Khoan hồng được ban ra bởi Sheikh Mohammed bin Rashid Al Maktoum, thủ tướng và cũng là phó tổng thống của UAE, và là vua của Dubai. Theo luật việc khoan hồng này phải cho cả những người khác bị buộc tội trong vụ này cho nên người đàn ông bị tố cáo là hiếp dâm cũng được khoan hồng.
Marte Dalelv đã trở về Na Uy vào ngày 24 tháng 7.

## Những vụ khác

### Dubai
1. Một phụ nữ Úc tường thuật vào năm 2008 là chị bị bỏ thuốc và hiếp dâm tập thể. Chị ta bị kết án 10 tháng tù tội làm tình ngoài hôn nhân và uống rượu.
2. Vào tháng giêng 2010, một phụ nữ người Anh báo với chính quyền là chị ta bị hiếp bởi một nhân viên tại một khách sạn ở Dubai. Chị bị buộc tội say xỉn nơi công cộng và làm tình ngoài hôn nhân.
3. Vào tháng 12 năm 2012, một phụ nữ Anh bị hiếp bởi 3 người đàn ông tại Dubai. Chị ta bị phạt vì cho là có tội đã uống rượu không có giấy phép.

Trong khi Dubai là một thành phố quốc tế, bị chịu nhiều ảnh hưởng của Tây phương, nơi mà các du khách có thể uống rượu tại các quán nước, và nhà hàng, những cặp không hôn thú có thể ở chung phòng trong khách sạn, quốc gia này vẫn bám chặt vào luật lệ và truyền thống hồi giáo.

### Qatar
Một tòa án tại Qatar vừa kết án treo và trục xuất một phụ nữ Hà Lan vì tội quan hệ tình dục ngoài hôn nhân sau khi phụ nữ này nói với cảnh sát là cô bị hãm hiếp. Phụ nữ 22 tuổi bị án treo và bị phạt $824 và sẽ bị trục xuất. Luật sư của phụ nữ này cho biết đồ uống của cô đã bị bỏ thuốc tại một khách sạn ở Doha hồi tháng ba và cô tỉnh dậy trong căn hộ của một người lạ và nhận ra mình đã bị hãm hiếp. Người bị cáo giác đã hãm hiếp cô thì nói rằng việc quan hệ tình dục là đồng thuận. Người này bị án phạt 100 roi vì đã có quan hệ tình dục ngoài hôn nhân. Ông này sẽ bị thêm 40 roi nữa vì tội uống rượu.